# Гмюнд (Нижня Австрія)
Гмюнд або Гмінд — місто, центр однойменного округу землі Нижня Австрія.
У роки Першої світової війни у Гмінді функціонував табір для українців-галичан, вивезених із районів воєнних дій.